# Rose shocking

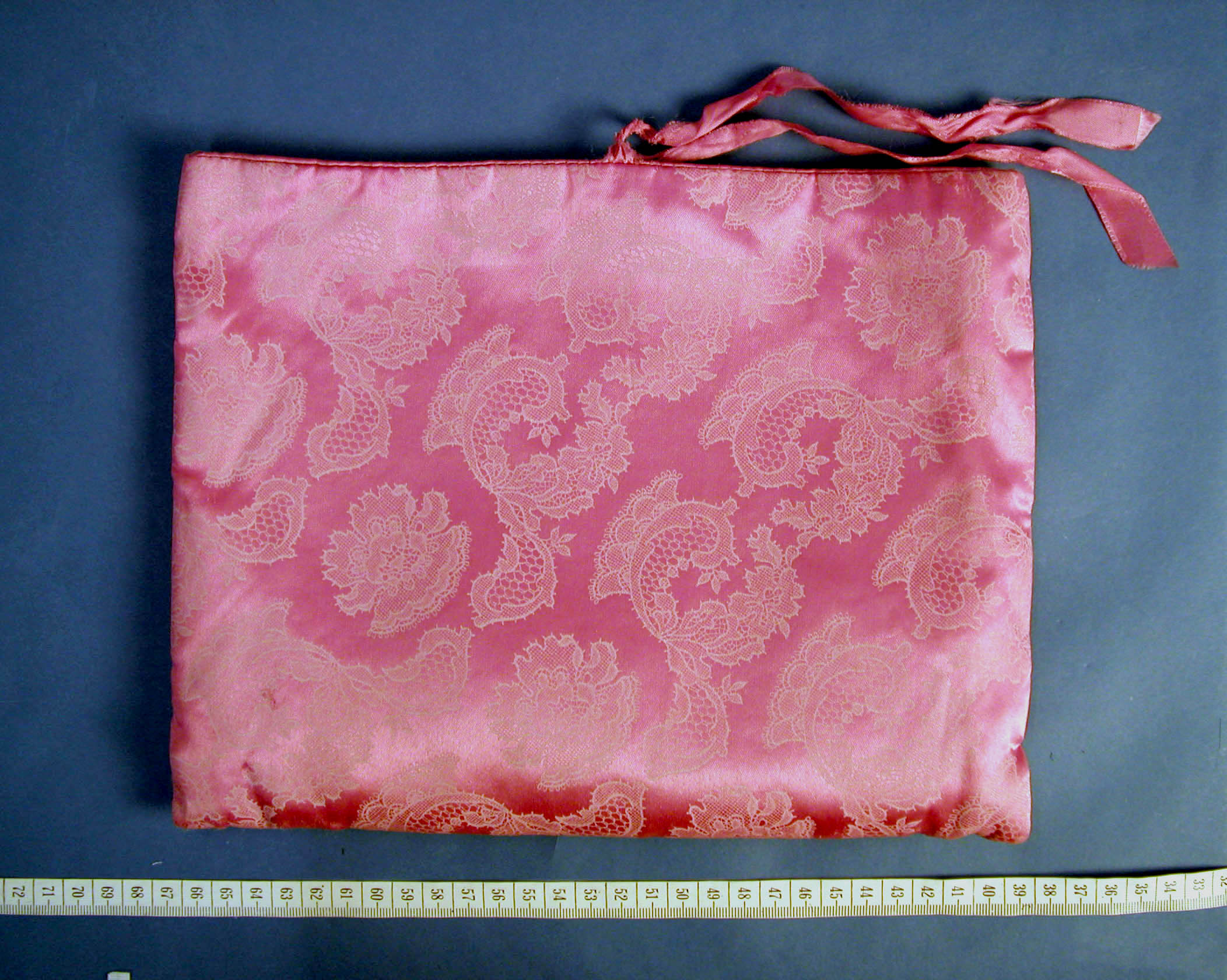
Négligé de 1937 par Elsa Schiaparelli conservé au musée d'Auckland

Le rose shocking, en anglais Shocking pink, en français rose choquant, est un nom de couleur forgé par la créatrice de mode Elsa Schiaparelli en 1937 pour une nuance de  fuchsia.
Ce fuchsia vif fut aussi appelé hot pink (rose chaud) dans les années 1950 puis kinky pink dans les années 1960, alors que des  mouvements contestataires américains l'utilisaient. En français, les traducteurs ont choisi, en plus de rose shocking, rose coquin qui traduit les connotations de hot et cuisse de nymphe émue, nom de couleur de fantaisie qui désignait autrefois une couleur chair, avec les mêmes associations.

## Nuances
La designer Laura Perryman associe le rose shocking au code #B51366. En nom de couleur X11 le terme hot pink, aussi appelé cuisse de nymphe émue ou rose coquin correspond quant à lui à #FF69B4. 

## Historique
Au milieu des années 1930, Elsa Schiaparelli vient d'ouvrir sa maison de couture Schiaparelli au 21, place Vendôme. Avec Lanvin, Vionnet et Chanel, elle domine la capitale de la mode qu'est Paris à l'époque.
Quelques années auparavant, elle rencontre le parurier Jean Clément, mari d'une de ses vendeuses ; celui-ci lui fait présenter en 1936 des maquettes de tissus à la suite d'une étude sur la couleur rose. Schiaparelli s'arrête sur un exemplaire en s'exclamant : « Ça, je vais le prendre, et on va l'appeler le Shocking Pink ». 

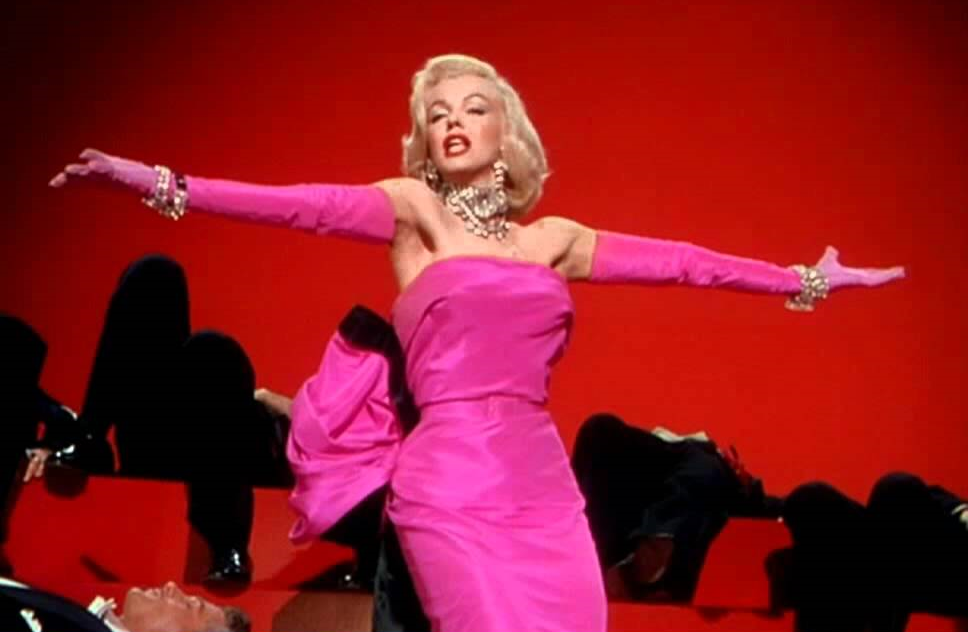
Dans une scène du film Les hommes préfèrent les blondes de 1953, Marilyn Monroe porte une robe hot pink.

L'année suivante, juste avant la seconde guerre mondiale, elle commercialise son premier parfum, une poudre, et un rouge à lèvres qui sont nommés Shocking. Simultanément, le « Rose shocking » est introduit dans les créations de prêt-à-porter de la styliste ; cette nuance de rose deviendra « sa marque de fabrique ». À l'époque de Schiaparelli, les couleurs vives, en particulier le rose permettaient de lutter contre la peur, le deuil et les privations liées à la seconde guerre mondiale.
La couleur est renommée hot pink dans les années 1950. La couleur connait alors son apogée mode, étant portée par Marilyn Monroe dans le film Les hommes préfèrent les blondes de 1953, avant de tomber ensuite dans l'oubli, l'esthétique des années 1950 se tournant alors vers les tons pastels et les mouvements féministes des années 1960 rejetant le rose comme symbole de l'oppression des femmes. 
La couleur est utilisée plus tard par le couturier Yves Saint Laurent dans ses collections et devient dans les années 1970 l'un des symboles du mouvement punk de Londres et plus généralement de la contre-culture, étant notamment utilisée sur la devanture de la boutique Sex de Vivienne Westwood et Malcolm Mclaren, par les groupes de musiques tels que les Ramones et The Clash ou carrément en teinte de cheveux pour Zandra Rhodes. Cet aspect contestataire se retrouve notamment dans la campagne Silence = Mort d'ACT UP lancée en 1987 et plus généralement de la récupération du triangle rose, ou par la sérigraphie Do Women Have To Be Naked To Get Into the Met Museum réalisée par les Guerilla Girls en 1989.

Utilisation contestataire du rose shocking
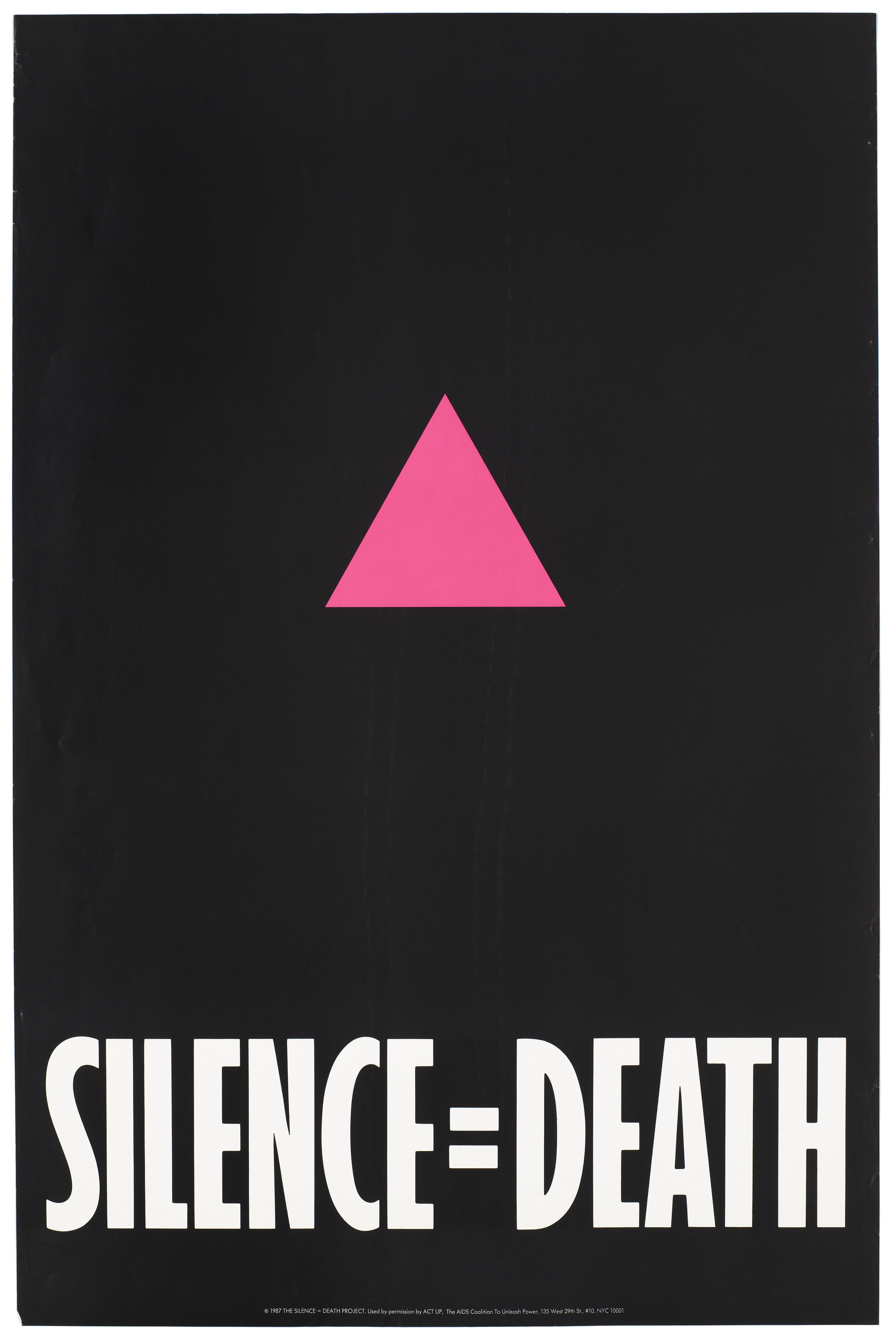
Affiche de la campagne Silence = Mort d'ACT UP.
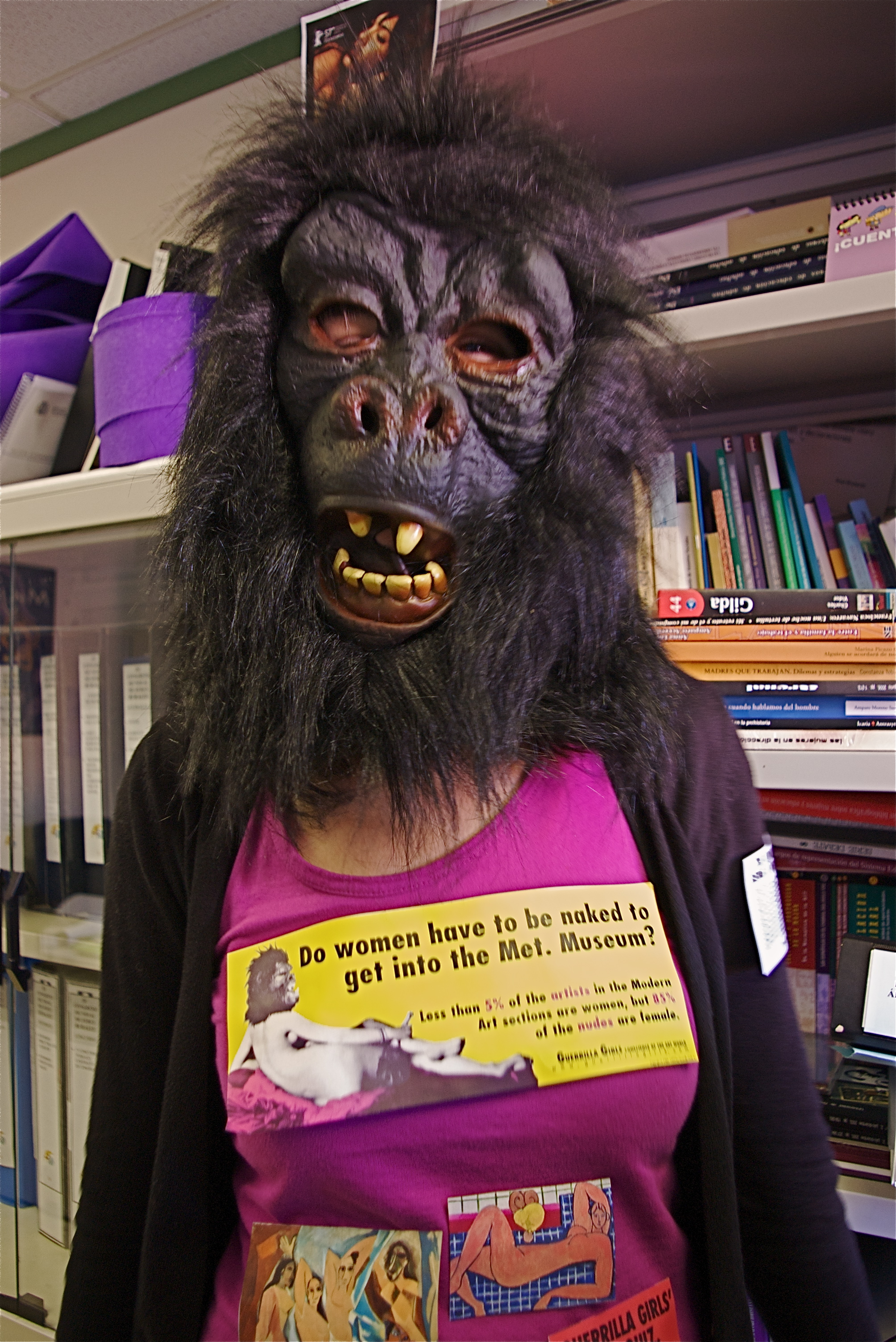
Guerrilla Girl posant avec un tshirt reprenant la sérigraphie Do Women Have To Be Naked To Get Into the Met Museum.
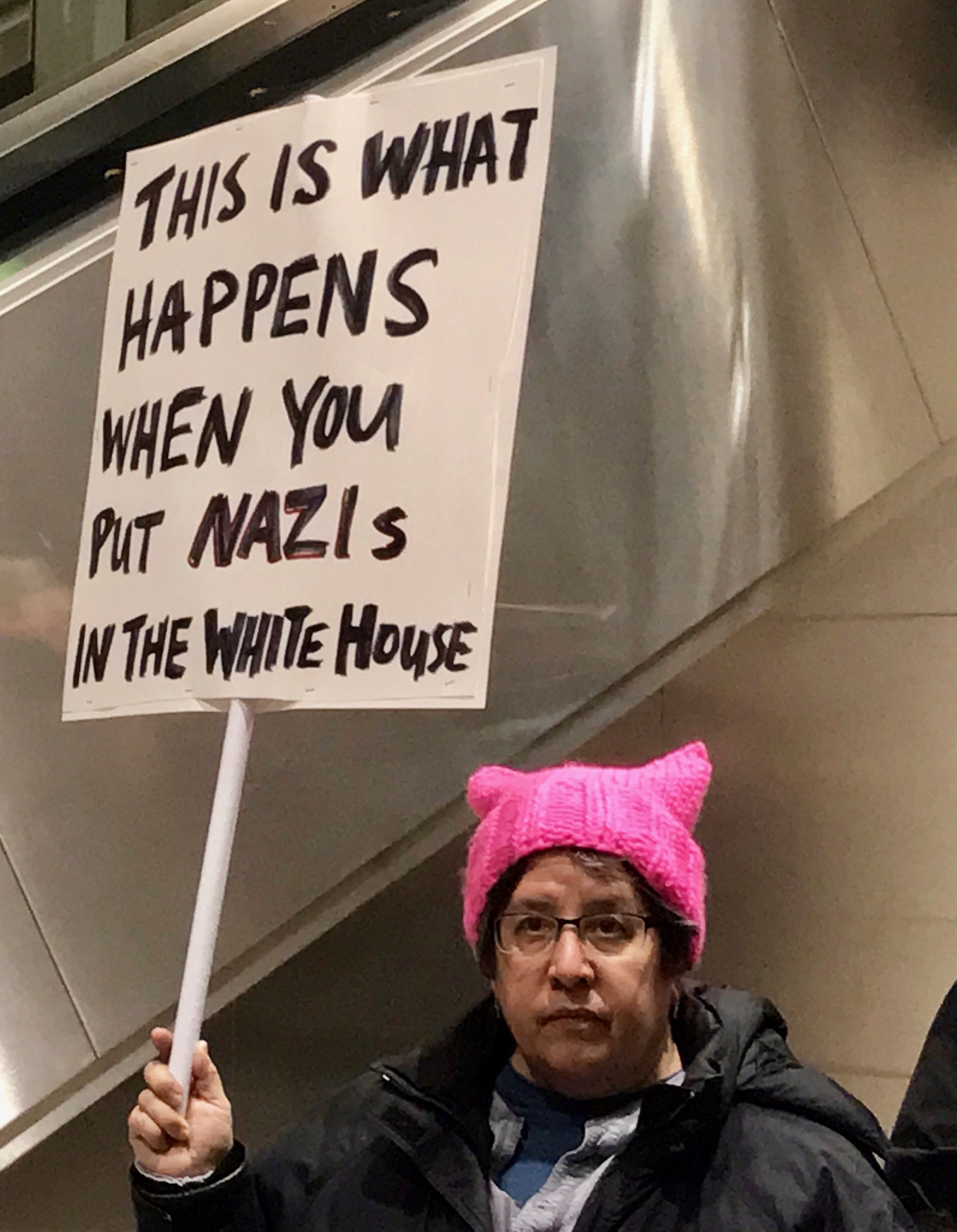
Militante portant un pussyhat lors d'une manifestation contre le Décret présidentiel 13769.
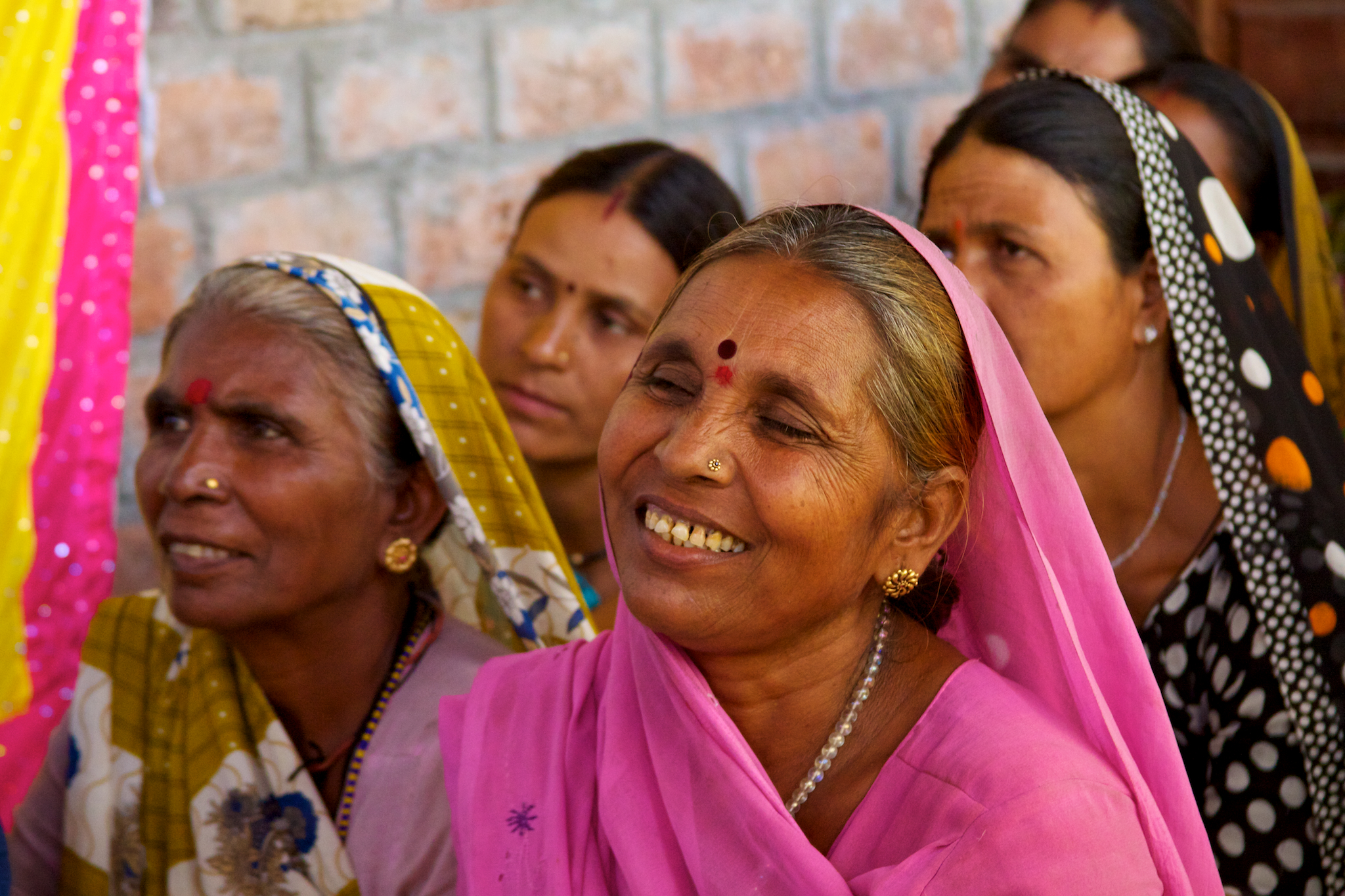
Réunion du Gulabi Gang.
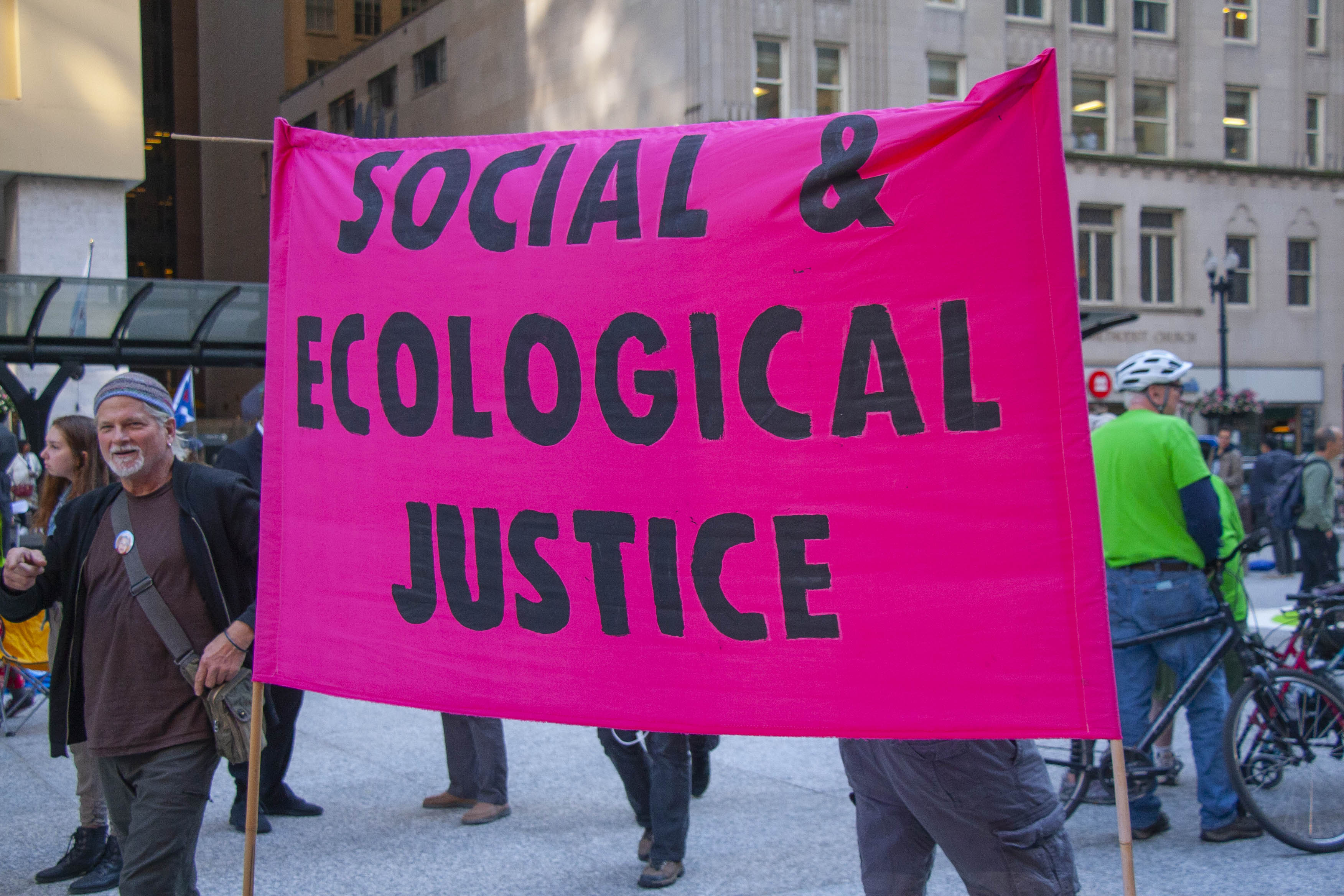
Banderole d'Extinction Rebellion lors d'une manifestation de 2019.

Le rose shocking est utilisé dans son aspect contestataire et mode dans les années 2010s : ainsi, Lady Gaga porte au gala du Met de 2019, sur le thème camp, une robe Brandon Maxwell en 2019, mais aussi par des affiches du groupe écologiste Extinction Rebellion en 2020, le Pussyhat Project lors des manifestations contre Donald Trump ou l'utilisation de cette couleur comme symbole du groupe d'autodéfense féministe indien le Gulabi Gang.